# Folliculinidae
Famille
Les Folliculinidae sont une famille de Ciliés de la classe des Heterotrichea et de l’ordre des Heterotrichida.

## Étymologie
Le nom de la famille vient du genre type Folliculina, dérivé du latin folliculus, « petit sac » ou « petite feuille », selon Charles d'Orbigny, en référence à la forme de la loge de l'animal.

## Description
Les  Folliculinidae ont des cils disposés en rangées, répartis uniformément, sauf aux extrémités antérieures ou postérieures de la cellule, ou au niveau du vestibule ou de la cavité buccale. Les cils composés se présentent sous la forme de cirres, de membranes ondulantes, de « pénicules » ou de membranelles fonctionnant de manière synchrone pour l'alimentation et / ou la locomotion. À l’avant et à gauche du cytostome, existe une zone de 6 membranelles ou plus (généralement au nombre de 25 et pouvant aller jusqu’à plus de 100). Les cils locomoteurs ne sont jamais organisés en rangées hélicoïdales de cirres. La cellule est loriquée (c'est-à-dire vit dans une lorica), et est sessile.

## Habitat
Les Folliculinidae regroupe des espèces toutes marines. Ce sont de ectocommensaux (commensaux externes) sur divers invertébrés.
On les trouve dans, à peu près, toutes les mers du globe.

## Liste des genres
Selon GBIF (24 janvier 2023) :
- Ampullofolliculina Hadzi, 1951
- Ascobius Henneguy, 1884
- Ascohnissimplex
- Atriofolliculina Hadzi, 1951
- Aulofolliculina Hadzi, 1951
- Bickella Wilbert & Song, 2008
- Botticula Dioni, 1973
- Claustrofolliculina Hadzi, 1951
- Diafolliculina
- Donsia Hadži, 1951
- Echinofolliculina Dons, 1934
- Epifolliculina Hadzi, 1951
- Eufolliculina Hadzi, 1951
- Folliculina Lamarck, 1816 genre type
- Folliculinopsis
- Freia
- Halofolliculina Hadzi, 1951
- Lagotia Wright, 1857
- Latifolliculina Hadzi, 1951
- Magnifolliculina
- Metafolliculina Dons, 1925[5],[note 1]
- Mirofolliculina Dons, 1927
- Nannocladinella Deflandre & Deunff, 1957
- Orthofolliculina
- Pachyfolliculina Hadzi, 1951
- Parafolliculina Dons, 1914
- Pebrilla Giard, 1888
- Perifolliculina Hadzi, 1951
- Planifolliculina Hadzi, 1951
- Platyfolliculina Hadži, 1938
- Priscofolliculina
- Prisofolliculina Deflandre & Deunff, 1957
- Pseudofolliculina Dons, 1914
- Pseudoparafolliculina Andrews & Nelson, 1942
- Semifolliculina Dons, 1914
- Splitofolliculina Hadzi, 1951
- Stentofolliculina Hadzi, 1938
- Valletofolliculina Andrews, 1953

## Systématique
Le nom valide de ce taxon est Folliculinidae Dons, 1914.
Le genre Folliculina a été rapproché de Cothurnia par Ehrenberg en 1831 et de Vaginicola Lamark par Bory de Saint Vincent, deux genres de la famille des Vaginicolidae.

## Publication originale
- (de) Carl Dons, 1914, Folliculina-Studien IV. Vorläufige Bemerkungen über die Systematik der Folliculiniden nebst Beschreibung neuer norwegischen [sie] Arten. — Tromso Mus. Aarsh. 35-36 (years 1912-1913): 59-92, Pl. 1,2.